# Metafosfato

Trimetafosfato cíclico

El ion metafosfato es un oxoanión que tiene la fórmula empírica PO3−. La estructura del ion metafosfato puede ser descrito como compuesto de PO4 de unidades estructurales en el que cada unidad comparte dos esquinas con otra unidad. Esto puede lograrse de dos maneras.
- Formación de un anillo, como en el trimetafosfato ilustrado.
- Formación de una cadena infinita, con la misma estructura que en el metavanadato de amonio